# The Clown's Triumph
The Clown's Triumph è un cortometraggio del 1912 diretto da Herbert Brenon.
È il terzo film di Brenon sia come regista che come attore: interpreta infatti il personaggio principale, Pulcinella (in inglese Punchinello), affiancato dalla Colombina-Columbine di Vivian Prescott, sua partner in numerosi film.
Una romantica rivisitazione dei personaggi della commedia dell'arte.

## Produzione
Il film fu prodotto dall'Independent Moving Pictures Co. of America (IMP).

## Distribuzione
Il film - un cortometraggio in una bobina - uscì nelle sale il 23 maggio 1912, distribuito dalla Universal Film Manufacturing Company.